# Caldo de bolas
El caldo de bolas es un plato típico de la gastronomía ecuatoriana.Se lo suele consumir a lo largo del territorio nacional especialmente en la costa (donde se le denomina caldo de bolas de verde). También es consumido en algunas partes de la ciudad de Tumbes, Perú, debido a la expansión de la gastronomía ecuatoriana en esa zona, aunque se reconoce que el plato es completamente ecuatoriano. 

## Descripción
Es una sopa de gran valor alimenticio, hecha en una base de consomé de carne, hueso de carne, con un toque de sabor a maní, en donde, literalmente, flotan bolas hechas de una masa de plátano verde rallado, mismas que tienen un relleno de carne cocida, sofrita con cebolla picada, culantro, achiote, ajo, comino, aceitunas, maní, pasas y huevo duro. En el caldo, mientras hierve la carne, también se pone trozos de choclo y de yuca.
Generalmente se lo acompaña con unos toques de limón o ají.

## Historia
Históricamente es un plato completamente mestizo al que se le han agregado ingredientes de origen americano como la yuca y el choclo y otros traídos de Europa y Asia como las pasas o el plátano. Un ingrediente infaltable es el maní, originario de las regiones tropicales de América del Sur. El caldo de bolas nace de la servidumbre, contratada por gente rica, que hacían unas bolitas de verde con maní y con huesitos de res que botaban las élites.